# قضاعة شعراء الأنف
قضاعة شعراء الخطم (الاسم العلمي: Lutra sumatrana)، نوع من القضاعة وينتمي إلى فصيلة ابن عرس. هو ثديي متوطن في جنوب شرق آسيا، وهو نوع نادر للغاية ومهدد بخطر الانقراض بسبب فقدان موارده الطبيعية والصيد غير المشروع.